# Pfulgriesheim
Pfulgriesheim es una localidad y comuna francesa, situada en el departamento de Bajo Rin en la región de Alsacia.

## Démographie
| 352 | 389 | 866 | 995 | 1081 | 1171 |
| Para los censos de 1962 a 1999 la población legal corresponde a la población sin duplicidades (Fuente: INSEE [Consultar]) |     |     |     |      |      |

## Personajes célebres
- René Eglès, poeta en lengua alsaciana.

## Patrimonio
- Iglesia de Saint Michel, del siglo XVIII.